# Crue de projet
La crue de projet (aussi crue nominale ou crue type) dans un projet d'ouvrage hydraulique (barrage ou digue) est celle pour laquelle l'ouvrage a été dimensionné, et pour laquelle le transit s'effectuera sans risque ni dommage sur l'ouvrage,,,. 

## Seuils
Pour l'ensemble des ouvrages hydrauliques, la « crue de sécurité » est celle pour laquelle, il est admis un fonctionnement moins sûr de l'ouvrage (diminution de la revanche effective, déversements), voire des dommages sur l'ouvrage, mais sans risque de rupture,,.
Sur les barrages pour lesquels une étude de risque a été conduite, la « cote de danger »  correspond à la cote à partir de laquelle on ne garantit plus la tenue de l'ouvrage. Il serait néanmoins hasardeux de passer de la cote de danger à une crue de danger, car plusieurs crues avec différents hydrogrammes peuvent conduire à l'obtention de la même cote de danger et, de plus, d'autres facteurs peuvent modifier la réponse crue-hauteur (exemple : blocage d'une vanne).
Pour un ouvrage de protection contre les crues, la situation est un peu plus compliquée : plusieurs niveaux de crue sont à considérer pour le dimensionnement de l'ouvrage, les crues citées ci-dessus et la crue de projet de protection qui est celle contre laquelle l'ouvrage de protection est conçu pour protéger les enjeux menacés à son aval. Cette notion ne s'applique pas aux autres barrages ou digues.